# Эффект Розенталя

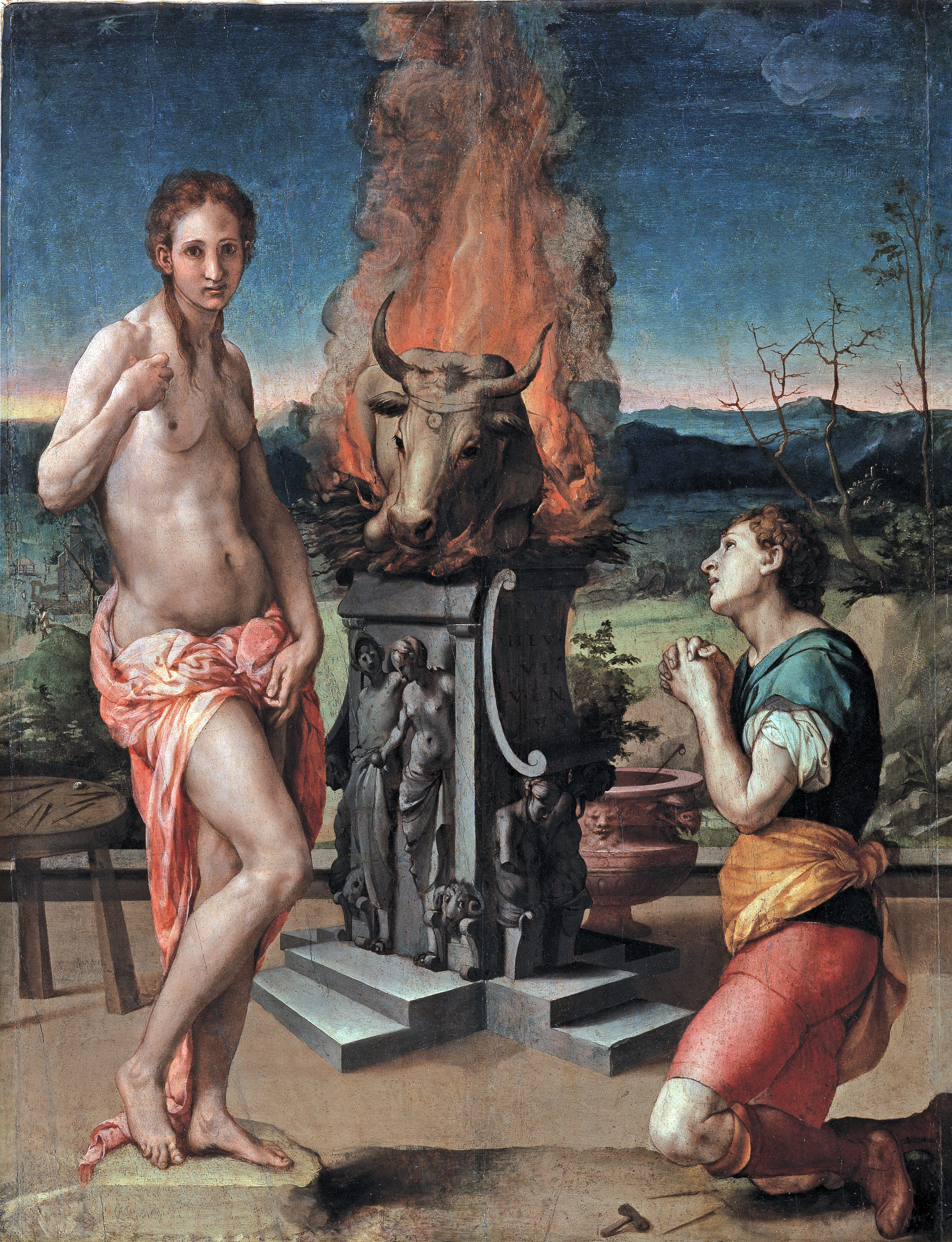
Аньоло Бронзино. Пигмалион и Галатея

Эффе́кт Пигмалио́на (Эффект Розенталя) — психологический феномен, при котором ожидания одного человека (например, учителя, родителя или руководителя) относительно способностей или поведения другого человека (например, ученика, ребёнка или подчинённого) влияют на реальные результаты или поведение последнего. Впервые Эффект Пигмалиона был описан в исследовании Роберта Розенталя и Ленора Джейкобсона под названием «Пигмалион в классе» в 1969 году.
Эффект Пигмалиона получил свое название благодаря мифу об одноимённом древнегреческом герое, описанному в 10 главе поэмы «Метаморфозы» Овидия. Пигмалион был скульптором, уверенным в том, что его единственная настоящая любовь — искусство. Однажды он создал прекрасную статую и влюбился в неё. Скульптор стал относиться к творению как к живому человеку, он дарил своей возлюбленной подарки, одевал в роскошные одежды и украшения. Во время праздника, посвящённого богине Афродите, Пигмалион, уже потерявший надежду встретить кого-либо столь же прекрасного, как и его творение, попросил Афродиту исполнить его желание и послать ему жену не менее красивую, чем его статуя. Афродита была так растрогана его чувствами, что оживила статую, которая стала женой Пигмалиона. Её имя не упоминается в оригинальном мифе, однако много столетий спустя Жан-Жак Руссо в своей одноактной пьесе «Пигмалион» нарекает жену скульптора Галатеей.

## Эксперимент Розенталя
До эксперимента со школьниками, получившего громкую огласку, также проводились ранние исследования на студентах и на животных. Эти эксперименты описаны Розенталем в книге, но не имеют прямого отношения к более позднему исследованию.
Изначальный эксперимент Роберта Розенталя и Ленор Джекобсон 1965 года был опубликован в статье под названием «Пигмалион в классе». В рамках эксперимента наблюдение шло за учениками с 1 по 6 класс, мальчиками и девочками, с временным промежутком в год. Исследование проводилось в калифорнийской начальной школе, где Джекобсон была директором.
Основная гипотеза исследования состояла в том, что различные ожидания учителей от учеников отобразятся на успеваемости этих учеников — чем выше будут ожидания от учеников в начале года, тем выше будут их результаты в конце. Предполагалось, что сработает эффект самосбывающегося пророчества — ожидания повлияют на результат.
В начале эксперимента ученикам дали тесты на IQ, обозначенные как Гарвардское тестирование гибкого приобретения, после чего учеников разделили на контрольную и экспериментальную группу. Учителей предупредили, что (на самом деле случайно выбранные в экспериментальную группу) дети показывают большой потенциал и чтобы учителя ожидали от них роста успеваемости.
В конце учебного года IQ замерили повторно. В целом была выявлена общая тенденция — те ученики, которых отметили как более способных в начале года, показали более высокие результаты. Интересно также отметить отношение учителей к контрольной группе. Учеников, не отмеченных как одарённые, также показывавших высокие результаты в течение года, учителя не хвалили и не видели в них такого же потенциала, как в учениках экспериментальной группы; более того, о них отзывались хуже, как о менее интересных и менее приспособленных. Таким образом, гипотеза исследования подтвердилась — ожидания учителей действительно оказывали значительное влияние на успеваемость учеников, и ожидания эти не менялись в зависимости от их реальной успеваемости.
Результаты разнились по типам IQ (лингвистическо-вербальному и логико-математическому), по классам, по гендеру. Значительно слабее были выражены изменения в старших (4—6) классах, чем в младших (1—3) — только младшие классы показали значительную разницу в росте IQ.
Также были и гендерные различия: девочки показали больший рост IQ в целом и логико-математического IQ. Исследователи объяснили это более высокими показателями вербального IQ у мальчиков еще до начала эксперимента, но в остальном причины этих различий не вполне ясны. Также были отмечены особенности в том, как статус меньшинства (в случае эксперимента Розенталя и Джекобсон имелась в виду принадлежность к другой этничности — к мексиканцам) влиял на значимость ожиданий. Для мальчиков-мексиканцев из экспериментальной группы более «мексиканская» внешность увеличивала рост их результатов. Для девочек мексиканская внешность несла слабый негативный эффект.
Эксперименты Розенталя и Джекобсон показали влияние позитивных ожиданий от преподавателей на учеников, особенно в младших классах. Такое повышенное влияние в зависимости от возраста объясняется авторами со следующих шести точек зрения.
Во-первых, чем младше ребенок, тем легче на него повлиять, тем он уступчивее; таким образом, похвала и высокие ожидания от учителей будут иметь большее влияние на него. Разницу во влиянии возраста на принятие решений показывают некоторые другие исследования, такие как исследование 2015 года по оценке рисков, так что это объяснение имеет под собой определенные основания.
Во-вторых, чем дольше ребенок в школе, тем более устоявшаяся у него репутация: у учителей уже есть определенные ожидания еще до предупреждений о потенциале, так что они могут не давать той же реакции на эти предупреждения. Этому также находилось подтверждение в исследованиях, проведенных позднее, связанных с эффектом Пигмалиона так же в учебе: чем лучше учителя знают своих учеников, тем слабее влияние эффекта.
В-третьих, вне зависимости от того, действительно ли легче изменить тех, кто младше, учителя могут в это верить, и уже это будет влиять на их отношение к ученикам, а не действительные их способности интеллектуальные или способности измениться.
В-четвертых, есть вариант, что дети младше просто более восприимчивы именно к процессу, когда учителя переносят на них свои ожидания. Это не означает, что в этом возрасте действительно больше потенциала к изменяемости, как в первой интерпретации, но скорее что они чувствительнее воспринимают отношение к ним учителя в различных проявлениях.
В-пятых, есть возможность, что такие различия между классами вызваны ошибкой в выборке: дети из младших классов могли быть выбраны с ошибкой, что и привело к разным показателям. (В экспериментальной группе 1-3 классов было 19 человек, в 3-6 классов — 49 человек.) Альтернативно, могла произойти ошибка выборки учителей, а не учеников. Могли быть выбраны более способные дети или дети, более восприимчивые к повышенному влиянию учителей; могли быть выбраны особенные учителя, имевшие большее влияние на учеников. Различные ошибки в выборке всегда возможны в исследованиях, и исследование Розенталя — не исключение.

## Медиаторы
Медиаторы, или посредники, — это промежуточные шаги, через которые эффект влияет на показатель. Для эффекта Пигмалиона выделяют два основных медиатора — стиль лидерства и эффект Галатеи. Они по-разному являются посредниками между ожиданием учителя к способностям ученика и результатами ученика.
Значимым именем в изучении медиаторов является Дов Эден. Он исследовал и лидерство, и эффект Галатеи, и составил схему самосбывающегося пророчества. Так как книга, в которой впервые появляется ее схема, посвящена в первую очередь менеджменту, верхнее звено обозначено «Ожидания менеджера», но по сути может включать в себя иных управленцев, инструкторов, преподавателей.

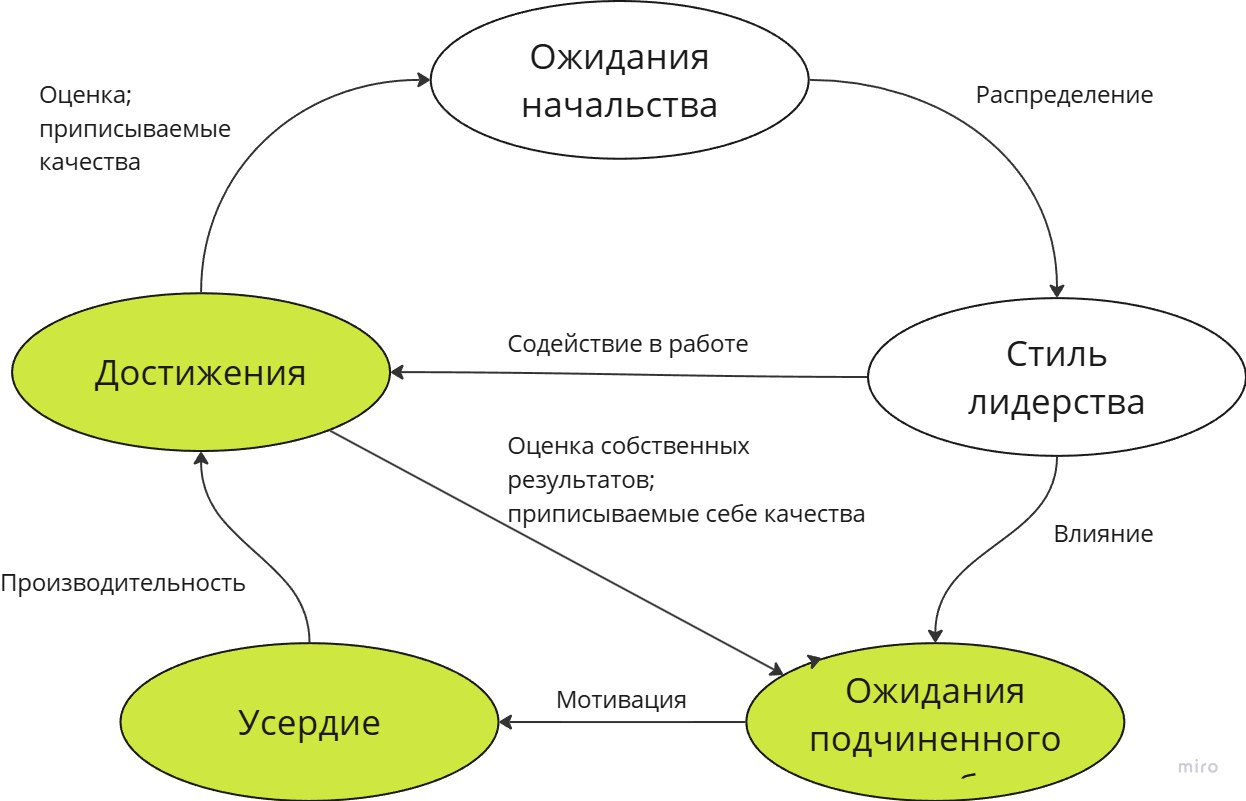
Модель самосбывающегося пророчества Эдена. Треугольник Галатеи обозначен зеленым.

### Стиль лидерства
Под лидерством Розенталь подразумевал то, как именно учителя транслируют высокие позитивные ожидания относительно учеников: атмосферу, которая создается для них, больше позитивного эмоционального отклика (больше улыбались им, больше поддерживали и проч.), качество обратной связи, сложность заданий — всё это так или иначе является промежуточным шагом эффекта Пигмалиона. Стиль лидерства влияет напрямую на ожидания подчинённого от самого себя, как и на достижения через помощь и поддержку при работе.
Лидерство как медиатор с наибольшей известностью изучали Эден и Шани на примере армии Израиля. Они же исследовали это в учебной части Цахал через еще 10 лет.

### Эффект Галатеи
Другим важным медиатором является эффект Галатеи. Это также один из видов самосбывающегося пророчества, но, в отличие от эффекта Пигмалиона, на успешный результат влияет не позитивное ожидание окружающих, лидеров или иных авторитетных лиц, а позитивное ожидание индивида от самого себя. Так, когда учитель поощряет ученика, это само по себе влияет на его успешность, но также и на восприятие учеником себя самого — придает уверенности в своих силах, определенную поддержку, что в итоге выливается в улучшение результатов.
В описанной выше схеме есть так называемый треугольник Галатеи, обозначенный зеленым: отношения между усердием и достижениями, между достижениями и ожиданиями индивида от себя, между ожиданиями индивида от себя и усердием как мотивация. Каждый элемент цикла подкрепляет остальные: высокие достижения улучшают представление о себе, повышенные представления о себе мотивируют прилагать больше усердия, и больше усердий приводит к лучшим результатам. Треугольник Галатеи, таким образом, не зависит от того, получает ли индивид какую-либо информацию об ожиданиях старших, но является частью цикла, посредником, и как только индивид получает какую-либо информацию об ожиданиях окружающих, треугольник перестает существовать в изоляции.
Эффекты Галатеи и Пигмалиона тесно связаны между собой. Треугольник Галатеи включает повышение результатов, и если это замечает менеджмент, это запускает в действие весь цикл, включая стиль лидерства как посредник между менеджментом и ожиданиями индивида от себя.

## Примеры

### Эксперимент с симпатией
Например, самореализующееся пророчество может привести к возникновению симпатии. Ребекка Кёртис и Ким Миллер проиллюстрировали этот процесс и провели следующий эксперимент. Группу студентов колледжа, никто из которых не был знаком между собой, разбили на пары. Один человек в каждой паре, выбранный случайно, получал специальную информацию: некоторым студентам в паре сообщали, что они нравятся своему партнёру, а некоторым — что не нравятся.
Затем парам студентов давали возможность встретиться и поговорить друг с другом. Как и прогнозировали исследователи, те студенты, которые считали, что нравятся партнёру, вели себя приятнее по отношению к партнёру; они были откровеннее, высказывали меньше несогласия по обсуждаемым темам и в целом их манера общения была сердечнее и приятнее, чем у студентов, которые считали, что не нравятся своему партнёру. Более того — те, кто считал, что они нравятся партнёру, действительно нравились ему гораздо сильнее, чем те, кто считал, что партнёр испытывает к ним антипатию. То есть партнёры проявляли тенденцию копировать поведение другого человека в паре.

## Критика
Роберт Торндайк в своем обзоре исследования Розенталя нашел ряд слабых мест и неточностей, связанных с полученными данными и примененными методами. В частности, он выявил, что показатели показатели IQ у детей из одной группы лежали в диапазоне для умственно отсталых, тем самым ставя под сомнение надежность данных. Он также отметил, что любое повышение показателей IQ с течением времени будет результатом их стремления к среднему значению, что произошло бы и без повышения ожиданий учителей. Такой эффект наблюдается, когда экстремальные значения при повторном тестировании приближаются к среднему. Также Торндайк предположил, что эффект Пигмалиона не может быть обобщен на другие группы, так как исследование проводилось в определенном контексте.
Мета-анализ, проведенный Тиммерманс, Руби-Дэвис и Йоск в честь пятидесятилетия эксперимента Розенталя, пришел к заключению, что нельзя распространять эффект Пигмалиона на всех учителей и учеников, а также применять его ко всем типам школ и сообществ. Влияние ожиданий может оказывать больший эффект на тип учеников с определенными характеристиками, в то время как на ожидания учителей могут оказывать воздействие такие факторы, как социально-экономический статус учащихся и их успеваемость.

## Применение в армии
Помимо применения эффекта Пигмалиона в условиях школьного обучения, он также доказывает свою эффективность в армейских условиях. Исследование Эдена и Шани в 1982 году — один из классических экспериментов, посвященный применению эффекта Розенталя в армии. 105 военнослужащих, проходивших курс боевого командования в армии обороны Израиля, были отобраны для участия в исследовании. Все солдаты имели как минимум законченное среднее образование. Слушатели курса были разделены на 3 группы, отличавшихся по уровню присвоенных инструктору ожиданий. Показателями для измерения результатов эксперимента стали успеваемость слушателей, их отношение к учебе и восприятие лидера.
Показатели успеваемости солдат включали в себя оценки по тестам и практическим навыкам(стрельба из оружия, навигация), которые выставлялись в течение всего периода обучения. Все финальные оценки были усреднены, таким образом формируя единый показатель эффективности.
Отношение к курсу оценивалось по ответам на следующие три вопроса:
1. Насколько солдат хотел бы перейти на следующий курс
2. Насколько солдат порекомендовал бы курс своим друзьям
3. Общая удовлетворенность курсом

Лидерство инструктора оценивалось по 10 критериям анкеты, разработанной Бауэрсом и Сишор для измерения четырех факторов лидерства(поддержка, нацеленность на достижение цели, упрощение работы и взаимодействие). Оценки по трем показателям были усреднены для каждой из групп и далее сравнены между ними.
Результаты эксперимента подтвердили влияние эффекта Пигмалиона на успеваемость солдат армии, так как с увеличением ожиданий от слушателей курса увеличивались показатели их эффективности, улучшилось отношение к курсу и к инструктору.

## Применение в рабочей среде
Было установлено, что эффект Пигмалиона проявляется и в рабочей среде. Руководители, которые поощряют своих подчиненных в результате наличия определенных ожиданий от них, а также предоставляют им больше возможностей для развития навыков, стимулируют более высокие показатели эффективности.
Исследование, проведенное Безуйенб Ван Ден Бергом, Ван Дамом и Тьерри ставило своей целью проверку влияния ожиданий руководителей на успех работников, а также установление медиаторов эффекта. Основываясь на выделенных в оригинальном исследовании четырех медиаторах ожиданий учителей, были выделены специфические для рабочей среды медиаторы: взаимоотношения между руководителем и работником, постановка целей, предоставление возможностей для обучения, обратная связь. Гипотеза заключалась в том, что чем выше ожидания руководителей от своих подчиненных, тем выше будет качество их взаимоотношений, тем сложнее и яснее будут поставлены цели, тем лучше будут условия для развития сотрудника и тем лучше будет предоставлена обратная связь, что в совокупности повышает вовлеченность сотрудников в процесс обучения и тем самым улучшает его показатели.
Для участия в исследовании были опрошены 904 пары «сотрудник-руководитель». Ожидания руководителей о способностях сотрудников оценивались по трем пунктам: способность сотрудника к обучению, способность сотрудника выполнять дополнительные задачи и способность сотрудника выполнять общие поручения. Пункты оценивались по пятибалльной шкале, где 1 — категорически не согласен, 5 — полностью согласен. Помимо оценки уровня ожиданий, руководители также были опрошены на то, насколько сложными они считают цели, которые ставят сотруднику в его паре. Остальные медиаторы были оценены непосредственно работниками по пятибалльной шкале. Для определения уровня вовлеченности сотрудников в процесс обучения были собраны ответы с обеих сторон.
Результаты исследования подтвердили положительную корреляцию уровня ожиданий руководителя и степени вовлеченности сотрудника в процесс обучения на рабочем месте. Также было выявлено, что влияние ожиданий руководителя на вовлеченность сотрудника опосредуется предоставлением условий для развития, а также постановкой сложных и ясных целей.

## Применение в лечении больных
Эффект Пигмалиона проявляется в процессе лечения больных. У пациентов, к которым применяли техники поддержки, основанные на эффекте Пигмалиона, снижался уровень негативных эмоций, связанный с болезнью и изоляцией, а также ускорялся процесс выздоровления.
Ретроспективное исследование, проведенное в 2022 году в провинции Хунань, было основано на применении эффекта Пигмалиона к больным коронавирусной инфекцией. Как стало позже известно, больные COVID-19 имеют склонность подвергаться негативным эмоциям, в том числе тревоге, депрессии, раздражительности и страху, что оказывает отрицательное влияние на возможность выздоровления. Это делает поддержание стабильного психологического состояния больных особенно важным.
Все мероприятия в рамках исследования Сиси Чжан и других проводились группой медсестер, имевших квалификацию психологов-консультантов и предварительно прошедших обучение эффекту Пигмалиона. 89 пациентов больницы были отобраны и разделены на группу наблюдения(45 пациентов) и контрольную группу(44 пациента). Обе группы прошли опрос, направленный на выявление их психологического состояния, до начала интервенции и после ее окончания. Обе группы получали базовую психологическую поддержку, такую как сочувствие, утешение, ответы на вопросы и отвлечение. Группа наблюдения дополнительно получала помощь, основанную на эффекте Пигмалиона. Помощь включала в себя:
1. Создание хорошей атмосферы путем общения с пациентом, своевременного предоставления средств коммуникации для общения с родными и размещения ободряющих плакатов о борьбе с эпидемией.
2. Присвоение ожиданий. В рамках этой помощи пациентов информировали обо всем, что касается COVID-19, для повышения осведомленности о болезни, ее симптомах, прогнозах и успешных случаях излечения. Эти практики были направлены на формирование представлений пациентов от болезни.

Также, медицинские сестры внимательно выслушивали жалобы пациентов, создавали благоприятную атмосферу для выплескивания эмоций, после чего подбадривали их тактильно, например, хлопали по плечу. После эмоциональной разрядки пациенты погружались в медитацию, в ходе которой медсестры рассказывали им об их будущей жизни после выздоровления.
В конце пациенты практиковали метод само поощрения за содействие в лечении и упорстве в борьбе за свое здоровье, что подкрепляло ощущение прогресса и положительных ожиданий от лечения.
1. Обратная связь. Так как после выписки пациенты все еще были вынуждены находиться в изоляции, было важно соблюдать меры предосторожности и своевременно сообщать медицинскому персоналу состояние здоровья. Для выполнения всех этих требований пациенты были проинформированы обо всех правилах, которые они должны были соблюдать. В конце концов, им было предложены 5 главных мер по изоляции дома: составление плана на каждый день, здоровое питание, качественный сон, освоение новых навыков и получение удовольствия от процесса.

В результате сравнения показателей двух анкет у группы наблюдения и контрольной группы, было выявлено значительное улучшение в психологическом состоянии больных из группы наблюдения по отношению к контрольной группе. Участникам из группы наблюдения также было предложено оценить результативность вмешательства, основанного на эффекте Пигмалиона. Средняя оценка удовлетворенности составила 9.20±0.72, что доказывает эффективность применения эффекта Розенталя при лечении больных.

## Смежные аспекты самоисполняющегося пророчества
Эффект Пигмалиона по сути своей один из вариантов самоисполняющегося пророчества — психологического феномена, предполагающего, что вера в определенный исход косвенно увеличивает вероятность этого исхода. Также существует эффект Галатеи — тоже эффект позитивный, происходящий, когда высокие ожидания индивида от себя самого. Различаются эти эффекты источником ожидания, внешним для Пигмалиона и внутренним для Галатеи.
Есть и негативный вариант — эффект Голема, название которого исходит из еврейского фольклора, предполагает, что негативные ожидания в отношении человека увеличивают вероятность низких или неудовлетворительных результатов от него. Тот, от кого ожидают меньше, дает худшие результаты. Это было исследовано также Розенталем вместе с Бабад и Инбар. В некоторой степени отголоски этого эффекта есть и в оригинальном эксперименте — там те, кого не отметили как ученика с большим потенциалом, воспринимались как менее интересные и менее приспособленные вне зависимости от своих действительных результатов.
Схож с эффектом Пигмалиона и другой аспект самоисполняющегося пророчества — эффект экспериментатора, при котором личность и желания того, кто проводит эксперимент, влияют на результат в соответствии с его ожиданиями.
Все эти эффекты рассматривались в первую очередь в контексте школьных классов, но могут распространяться и на другие сферы жизни, такие как влияние родителей и менеджмента.

## Другие факторы, угрожающие внутренней валидности
- Эффект последовательности
- Эффект Хоторна
- Эффект плацебо
- Эффект аудитории
- Эффект первого впечатления
- Эффект Барнума
- Сопутствующее смешение
- Статистическая регрессия
- Список когнитивных искажений
- Эффект Голема